# Emma Thompson
Emma Thompson, angleška filmska igralka, * 15. april 1959, Paddington, London, Anglija.